# Mississippi Woman Suffrage Association
Mississippi Woman Suffrage Association (MWSA) var en organisation för kvinnlig rösträtt i delstaten Mississippi i USA, aktiv mellan 1897 och 1920.
I de konservativa sydstaterna fanns en motvilja mot rösträttsrörelsen, som var besläktad med kampen för avskaffandet av slaveriet, och den allmänna uppfattningen var att kvinnors plats var i hemmet och att de borde hålla sig borta från det politiska arbetet utan för att influera sina äkta män att ingripa för deras förmån om nödvändigt. Den nationella rösträttsrörelsen i USA fann det viktigt att introducera rörelsen även i Sydstaterna, något som var nödvändigt för att lyckas. Under 1890-talet började frågan diskuteras i olika kvinnoklubbar i Mississippi, framför allt av Woman’s Christian Temperance Union, som väckte stöd för frågan även hos konservativa kvinnor med argumentet att kvinnor kunde gynna familjepolitik och göra det politiska arbetet mindre smutsigt. 
Den 5 maj 1897 grundades Mississippi Woman Suffrage Association (MWSA) i Meridian i Mississippi under ledning av president Nellie Nugent Somerville, vice president Belle Kearney (ordförande 1899) och secretary Lily Wilkinson Thompson. MWSA drev kampanj för reformen genom tal, insändare, deltagande i lokala festivaler och petitioner till manliga politiker. Föreningen ville distansera sig från den nationella rörelsens metoder för att inte stöta lokalpolitikerna, verkade främst för en delstatsreform på grund av sydstaternas starka försvar av delstaternas rättigheter, och talade till den lokala rasismen genom att framhålla att rösträtt för kvinnor i praktiken enbart innebar rösträtt för vita kvinnor, då samma metoder som hindrade svarta män att utöva sin rösträtt också kunde användas mot svarta kvinnor. De talade till en konservativ publik genom att framhålla att kvinnor i egenskap av mödrar till framtida medborgare borde få rösta för att det ingick i deras roll som samhällsmödrar, och kontrade åsikten att män röstade för att de var yrkesverksamma genom att peka på att det fanns yrkesverksamma kvinnor. 
MWSA misslyckades med sin kampanj: Mississippi tillhörde inte de delstater som ratificerade tillägget om kvinnors rösträtt till den nationella konstitutionen (Nineteenth Amendment), och kvinnor i delstaten fick istället rösträtt automatiskt när rösträtten infördes nationellt 1920. 